# Codi
Der Codi (frz.: Ruisseau de Codi) ist ein Fluss in Frankreich, der im Département Corse-du-Sud auf der Insel Korsika verläuft. Er entspringt im Regionalen Naturpark Korsika, an der Süd-Flanke der Punta di Tozzarella (1748 m), im Gemeindegebiet von Zicavo. Er entwässert zunächst in Richtung Südwest über das Plateau du Cusciunu, schlägt dann einen Haken nach Südost, nimmt dann wieder seine ursprüngliche Fließrichtung ein und mündet nach rund 18 Kilometern im Gemeindegebiet von Sorbollano im Rückstau der Barrage du Rizzanese als rechter Nebenfluss in den Rizzanese.

## Orte am Fluss
- Refuge de Buchinera, Gemeinde Serra-di-Scopamène
- Lavu Donacu, Gemeinde Serra-di-Scopamène
- Quenza
- Sorbollano
- Codi, Gemeinde Sorbollano